# Deliblatska peščara
Deliblatska peščara (tudi Deliblatski pesak ali Banatska peščara) je peščena puščava na severovzhodu Srbije, v južnem Banatu v avtonomni pokrajini Vojvodini. Drži se je vzdevek »Evropska Sahara«. Ime nosi po vasi Deliblato, pomembnejša mesta v okolici pa so Kovin, Pančevo in Kovačica ter Bela Crkva, Vršac in Banatski Karlovac.
Področje površine okoli 350 km² je elipsaste oblike in se razteza med Donavo in Karpati na jugu Panonske kotline. Sestavljajo ga sipine, ki se dvigajo 70 do 200 metrov nad morjem; sipine so ustvarili vetrovi v dobi holocena iz silikatno-karbonatnega peska. V južnem delu ob Donavi ležijo močvirna območja. Ker je pesek povzročal nevšečnosti v okoliških vaseh, ob močnih vetrovih pa ga je nosilo vse do Dunaja in Pešte, je avstrijska oblast v 19. stoletju območje začela umetno pogozdovati.
V Deliblatski peščari uspevajo številne redke in endemične rastlinske vrste, kot so banatska potonika, Pančićev pelin in 20 vrst kukavičevk. Od redkih živalskih vrst tu živijo slepo kuže (Spalax leucodon), skakač Sicista subtilis in mnoge ptice, med njimi kraljevi orel, sokol plenilec, smrdokavra, čebelar, breguljka in vodomec.
Zaradi edinstvenosti so področje leta 1965 proglasili za naravni rezervat, od leta 2002 pa je kandidat za vpis na Unescov seznam svetovne dediščine. Organizacija BirdLife International jo je prepoznala kot mednarodno pomembno območje za ptice. Mokrišče Labudovo okno ob Donavi je zaščiteno kot ramsarsko mokrišče.
V Deliblatski peščari je bila posneta večina filma Kdo tam poje (Ko to tamo peva).